# Zouhair Yahyaoui
Compléments
Fondateur de Tunezine en 2001
Zouhair Yahyaoui (arabe : زهير اليحياوي), né le 8 décembre 1967 à Ksar Hadada et décédé le 13 mars 2005 à Tunis, est un cyberdissident tunisien actif en faveur de la liberté d'expression.

## Biographie
Économiste de formation, il connaît un succès grandissant grâce à ses écrits vitriolés, rédigés sous le pseudonyme d'Ettounsi (« Le Tunisien » en arabe) sur le journal en ligne Tunezine, le plus souvent en dialecte, et dénonçant la censure et le non-respect des droits de l'homme par le régime de Zine el-Abidine Ben Ali. Il diffuse notamment la lettre ouverte que le juge Mokhtar Yahyaoui (en), son oncle, adresse au président pour dénoncer l'absence d'indépendance du pouvoir judiciaire.
Il est arrêté le 4 juin 2002, aux environs de 19 h, par six policiers en civil dans le cybercafé de Ben Arous où il travaille et gère son site. Condamné le 10 juillet par la quatrième chambre de la cour d'appel de Tunis à une peine de deux ans de prison pour « propagation de fausses nouvelles dans le but de faire croire à un attentat contre les personnes et contre les biens » et « vol par utilisation frauduleuse de moyens de communication », le procès ne semble pas remplir les conditions d'un procès équitable. Il devient alors le symbole des difficultés du journalisme en Tunisie.
Il passe un an et demi à la prison de Borj El Amri où il subit torture et humiliations et entreprend des grèves de la faim pour protester contre sa détention. Privé de courrier, de lecture, de colis de nourriture et même de son journal intime, il souffre d'abcès dentaires mais ne peut consulter un dentiste qu'après des mois de souffrance. Il bénéficie d'une libération conditionnelle, le 18 novembre 2003, grâce à des pressions internationales.
Honoré le 19 juin 2003 du premier prix Cyberliberté de Reporters s@ns frontières - Globenet, il meurt à l'âge de 37 ans d'une crise cardiaque, le 13 mars 2005, à l'hôpital Habib-Thameur de Tunis.

## Hommages

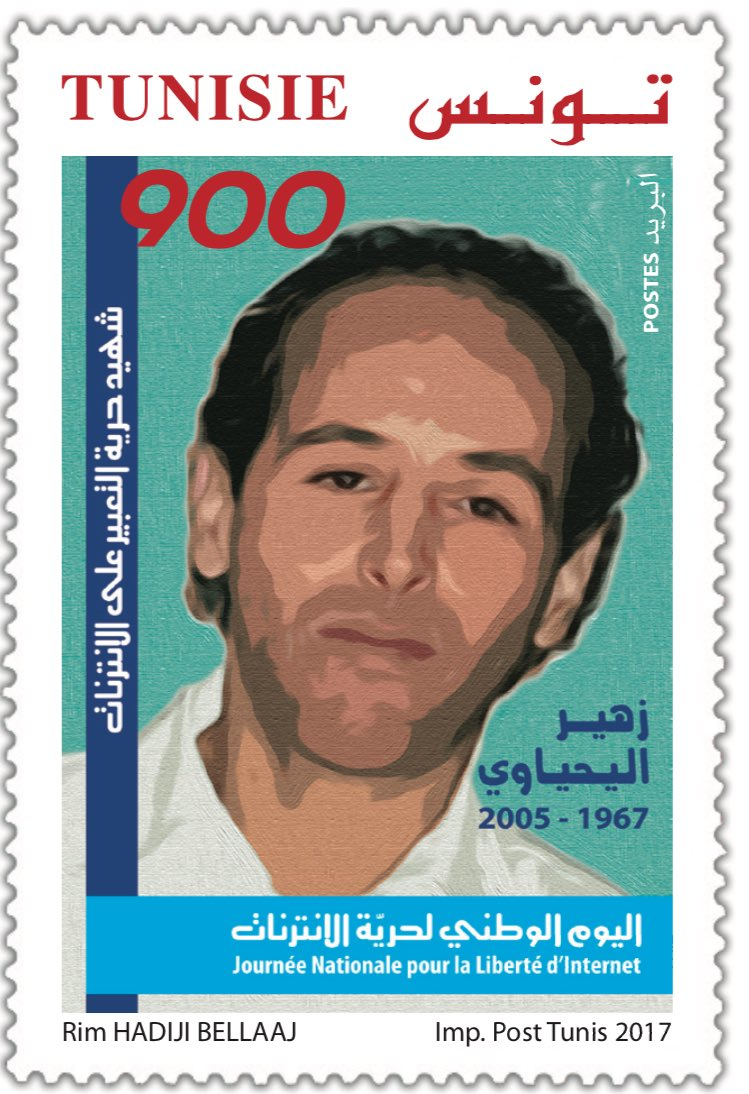
Timbre en hommage à Yahyaoui

Le 13 mars 2012, un an après la déchéance du président Ben Ali, le président Moncef Marzouki rend hommage à Yahyaoui en se rendant sur sa tombe en compagnie de sa famille. Il remet par ailleurs à sa mère les insignes de grand officier de l'ordre de la République tunisienne décernés à titre posthume. 
Le jour anniversaire de son décès est déclaré Journée nationale pour la liberté d'Internet.
En 2013, le président Moncef Marzouki inaugure une maison des jeunes à Ghomrassen baptisée à son nom.
Le 13 mars 2017, à l'occasion de la Journée nationale pour la liberté d'Internet, la Poste tunisienne édite un timbre à son effigie, faisant de lui la 65e personnalité tunisienne représentée sur un timbre.